# Giovanni Pacini
Giovanni Pacini, italijanski operni skladatelj, * 2. februar 1796, Catania, Sicilija, Italija, † 6. december 1867, Pescia, Toskana, Italija.
Pacini je bil izredno plodovit in v svojem času priznani skladatelj, saj je napisal 74 oper. Študiral je glasbo v Bologni in Benetkah. Ustvarjal je opere v slogu belkanta. Operna besedila so mu pisali tedaj najbolj znani libretisti.

## Opere (izbor)
- Cezar v Egiptu (1820)
- Vestalka (1823)
- Alexander iz Indije (1824)
- Zadnji dnevi Pompejev (1825)
- Giovanna d'Arco (1830)
- Korzar (1831)
- Karel Burgundski (1835)
- Sapfo (1840)
- Maria, angleška kraljica (1843)
- Stella iz Neaplja (1845)
- Cid (1853)
- Lidija iz Bruslja (1858)